# Су-37
Су-37 (за кодифікації НАТО: Flanker-F) — розроблений у радянський/російський період експериментальний одномісний маневровий винищувач четвертого покоління. Створений на основі винищувача Су-27М.

## Історія розробки
У 80-і роки минулого століття у Радянському Союзі і Сполучених Штатах Америки майже одночасно розгорнулися роботи над створенням винищувачів п'ятого покоління. Ці нові літаки повинні були мати як мінімум три ключові характеристики:
1. Мінімальною відбивною поверхнею, яка б дозволяла «ховатися» від ворожих радарів і «вводити в оману» ворожі керовані ракети;
2. Крейсерською надзвуковою швидкістю польоту;
3. Підвищеною маневровістю, яка б давала можливість миттєво розвертати літак;

У дослідницькому КБ Сухого в 1988-му році був побудований дослідний зразок, якому дали назву Су-27М. Однак легко помітити його відмінності від базової моделі — у винищувача було переднє горизонтальне оперення, схоже на невеликі додаткові крила. Така аеродинамічна схема забезпечувала помітне покращення маневрових характеристик.
Наступним кроком у розвитку літака стало його обладнання двигунами з керованим вектором тяги (КВТ). Така силова установка дає можливість винищувачу буквально «розвернутися на місці».
Су-27М, обладнаний силовою установкою з КВТ, отримав назву Су-37, і в подальшому був відомий саме під цією назвою. Цей винищувач був побудований у 1993 році всього в одному екземплярі (заводський шифр літака Т10М-11, б/н 711). Перший політ відбувся 2 квітня 1996 року.

## Основні відмінності відСу-35
- Основна відмінність — установка двигунів з керованим вектором тяги (розроблених в НВО «Сатурн»), саме це і дозволило досягти високих маневрових характеристик;
- Відповідні доопрацювання систем управління літаком;
- Нове інформаційно-керуюче поле кабіни льотчика: чотири великоформатних рідкокристалічних кольорових (на відміну від Су-35, де індикатори монохромні) багатофункціональних індикатора і ширококутний індикатор на лобовому склі;
- Вдосконалена оптико-електронна прицільна система винищувача, що включає тепловізор, поєднаний з лазерним далекоміром-цілевказівником;

Конструкція планера в цілому подібна Су-27, однак при створенні Су-35 і Су-37 використані нові алюмінієво-літієві сплави, значно розширено застосування композиційних матеріалів. Для літака розроблено нове крило зі збільшеною відносною товщиною, що дозволяє розмістити більший обсяг палива.
В ході льотних випробувань літак Су-37 продемонстрував унікальні маневрові можливості. Вперше були відпрацьовані нові маневри, пов'язані з виходом на надвеликі кути атаки і близькі до нульових швидкості:
- Розворот в площині симетрії на 360° («Чакра Фролова»);
- Форсований (за час, менше 10 секунд) бойовий розворот;
- Поворот на вертикалі;
- «Кобра» з кутами атаки 150—180°;
- «Дзвін»;
- Переворот з втратою висоти до 300—400 м.

Іншими словами, в ближньому повітряному бою Су-37 може розвернутися практично «на місці», в той час як його противникові доведеться здійснювати широкий розворот.

## Можливості
Технічні рішення, реалізовані в конструкції винищувача, забезпечують:
- Можливість нанесення превентивних ударів по будь-якому повітряному противнику (в тому числі і по малопомітних літаках);
- Багатоканальність і алгоритмічну захищеність усіх інформаційних і прицільних систем;
- Атаку наземних цілей без входу в зону ППО противника;
- Маловисотний політ з огинанням рельєфу;
- Автоматизовані групові дії по повітряних і наземних цілях;
- Протидія радіоелектронним і оптико-електронним засобам супротивника;
- Автоматизацію всіх етапів польоту та бойового застосування;
- Дозаправлення в повітрі: літак оснащений штангою приймача палива, яка може бути схована.

## Тактико-технічні характеристики

### Технічні характеристики
- Екіпаж: 1 людина
- Довжина: 22,183 м
- Розмах крила: 14,698 м
- Висота: 6,35 м
- Площа крила: 63,5 м²
- Шасі: 3-точкове
- Маса порожнього: 18500 кг
- Нормальна злітна маса: 25670 кг
- Максимальна злітна маса: 34000 кг
- Двигун: 2 × ТРДДФ АЛ-31ФП (ФУ) з УВТ
- Тяга:
  - На форсажу: 2 × 14000 кгс
- тягооснащеність:
  - При нормальній злітній масі: 1,09 кгс/кг
  - При максимальній злітній масі: 0,82 кгс/кг

### Льотні характеристики
- Максимальна швидкість на великій висоті: 2500 км/год (2,35 М)
- Максимальна швидкість біля землі: 1400 км/год
- Дальність польоту: 4000 км
- Бойовий радіус: 800 км
- Практична стеля: 18000 м
- Навантаження на крило:
  - При нормальній злітній масі: 404 кг/м ²
  - При максимальній злітній масі: 535 кг/м ²
- Максимальна експлуатаційна перевантаження: +9 G

### Озброєння
- Вбудована гармата: ГШ-30-1
- Бойове навантаження: до 8200 кг
- Точки підвіски: 14
- Підвісне озброєння:
  - Р-77
  - Р-27
  - Р-60
  - Р-73
  - Х-31
  - Х-29
  - Авіабомби і касети вагою до 500 кг

Також на вузлах зовнішньої підвіски розміщуються підвісні паливні баки і різне озброєння, (а також спец. Контейнери з апаратурою РЕБ, або розвід-апаратурою) загальною масою до 8200 кг. Всього можливо більше 70 варіантів зовнішньої підвіски, що включають ракети класу «повітря-повітря» малої, середньої і великої дальності, ракети «повітря-корабель», «повітря-РЛС» і «повітря-поверхня», а також бомби і бомбові касети вагою до 500 кг.

## Демонстрації та виставки
Су-37 активно демонструвався на різних російських (МАКС починаючи з 1997-го і до 2005 року) та міжнародних виставках. Також цей літак продемонстрував свої можливості у фільмі телеканалу Discovery.

## Аварія Су-37
19 грудня 2002 року стало відомо, що Су-35 зазнав аварію за 80 км від аеродрому Раменське. Льотчик-випробувач Юрій Ващук катапультувався.
Проте пізніше інформаційне агентство NEWSru.com повідомило, що був втрачений літак Су-37 з бортовим номером 711. Ця інформація суперечить інформації, яка була надана начальником прес-служби Міноборони РФ полковником Миколою Дерябіним, який вказав на втрату літака Су −35.
Плутанина в повідомленнях, можливо, була викликана тією обставиною, що Су-37 є модифікацією Су-35. Через те, що на момент аварії з Су-37 були зняті двигуни з КВТ (які є основною відмінністю модифікації від базової моделі — іх замінили на серійні АЛ-31Ф), на думку деяких експертів[кого?], це був Су-35.